# Teobaldo II Ordelaffi

Escudo de la familia Ordelaffi

Teobaldo II Ordelaffi (1413 - 1425) fue brevemente Señor de Forlì desde 1423 a 1424. Fue hijo y heredero de Giorgio Ordelaffi.
Giorgio nombró a Filippo Maria Visconti, duque de Milán, tutor de Teobaldo a su muerte. Pero la madre de Teobaldo, Lucrecia Alidosi, hija de Luigi degli Alidosi, señor de Ímola, se nombró a sí misma regente. Expulsada por el Visconti, pidió ayuda al condotiero milanés Agnolo della Pergola. Florencia reaccionó organizando una liga contra el Milán. Tras algunos reveses iniciales, en 1425 consiguieron el apoyo de la República de Venecia, gracias a los esfuerzos de Francesco Bussone, Conde de Carmagnola. La guerra se desarrolló en la Lombardía y tras perder la flota ducal, Filippo María Visconti tuvo que ceder Forlì e Imola al papa Martín V. Los Ordelaffi regresarían a Forlì en 1433 con Antonio I Ordelaffi.
| Predecesor: Giorgio Ordelaffi | Señor de Forlì 1423 - 1424 | Sucesor: Al Ducado de Milán |

- Datos: Q2248228